# Plagiogramma coproides
Plagiogramma coproides är en skalbaggsart som först beskrevs av Sylvain Auguste de Marseul 1854.  Plagiogramma coproides ingår i släktet Plagiogramma och familjen stumpbaggar. Inga underarter finns listade i Catalogue of Life.